# マウリッツ・ファン・デル・ファルク
マウリッツ・ファン・デル・ファルク（Maurits Willem van der Valk、1857年12月16日 - 1935年5月6日）はオランダの画家、版画家、美術評論家である。

## 略歴
アムステルダムに生まれた。1878年から1884年の間、アムステルダムの美術アカデミー(Rijksakademie van beeldende kunsten) でアウグスト・アレベ(August Allebé: 1838–1927)に学んだ。1881年に仲間の学生と聖ルカ美術協会(Kunstenaarsvereniging Sint Lucas)の設立会員になった。
1883年から1890年まで、アムステルダムの美術学校で教え、1885年から「80年代派(Tachtigers)」の雑誌、「De Nieuwe Gids」に「J. Stemming」や「I.N. Stemming」のペンネームで美術評論を執筆した。1885年にアムステルダムの美術団体「Arti et Amicitiae（芸術と友情）」のメンバーになった。
1889年にスタジオが火事になり、その保険金で、1890年から1893年まで、フランスに滞在し、パリ、オーヴェル＝シュル＝オワーズで活動した。パリでBaukje van Mesdagという女性と知り合い、後に結婚した。オランダに戻った後、アムステルダムで美術教師として働き、ヨハン・ヘオルフ・ファン・カスペル(Johann Georg van Caspel: 1870-1928)やレイニエル・デ・フリース(Reinier de Vries: 1874-1953) らを教えた。1903年からライデンなどオランダ各地で活動した。
画家としては、静物画や風景画を7描き、版画も制作した。

## 作品

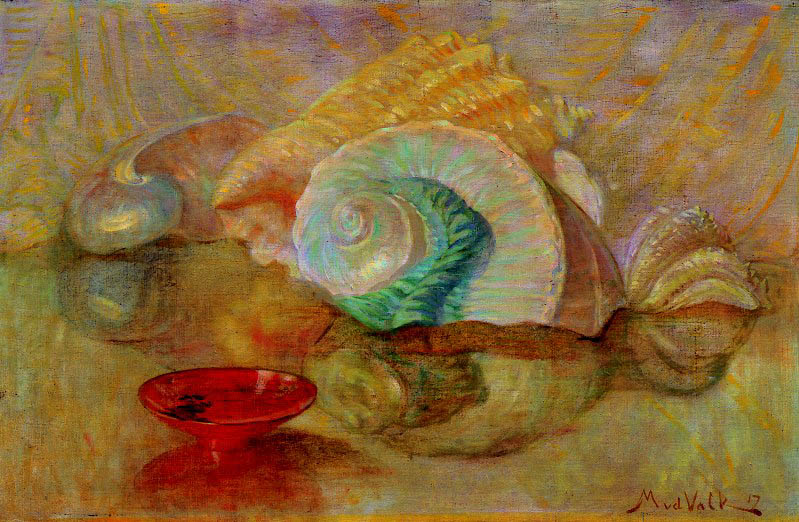
貝殻と皿のある静物画
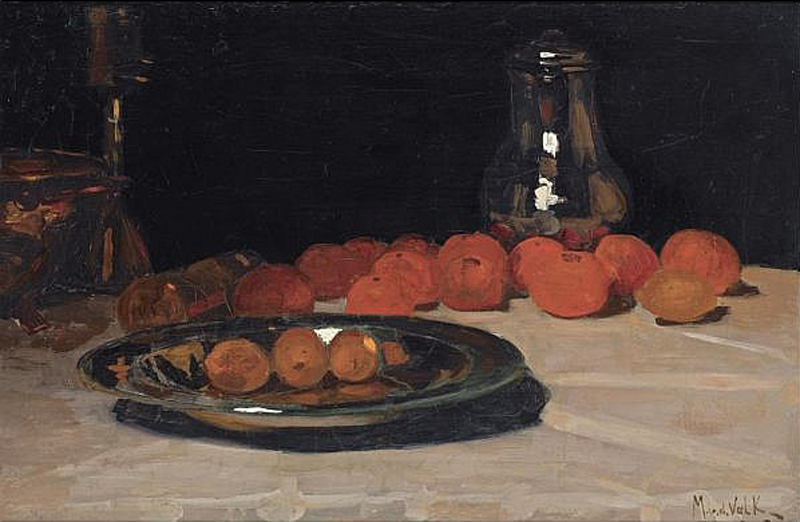
果物のある静物画
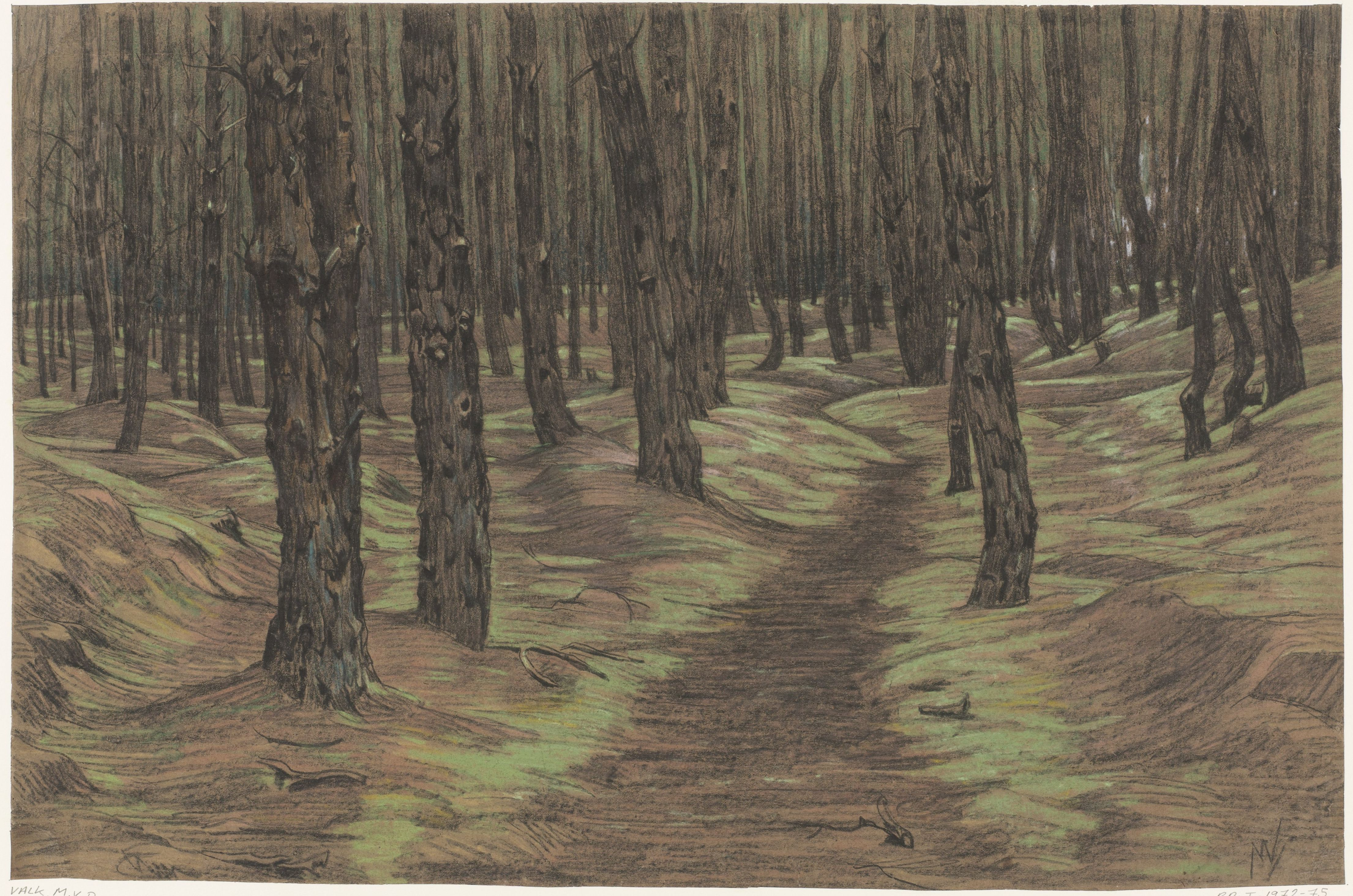
松林
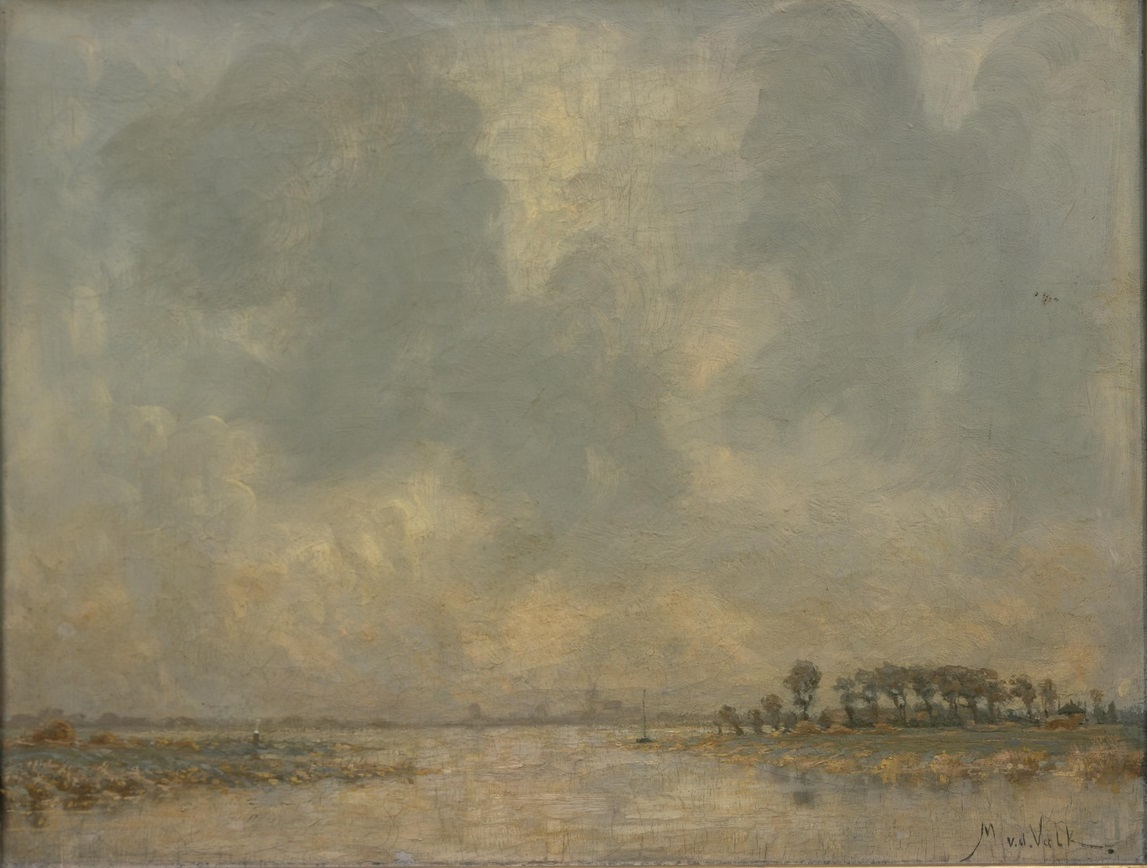
川の風景